# Portrait d'un jeune homme assis sur un tapis
Le Portrait d'un jeune homme assis sur un tapis ou Portrait de jeune homme (en italien, Ritratto di gentiluomo) est une peinture à l'huile sur panneau de bois réalisée par Rosso Fiorentino, entre 1525 et 1527. Elle est conservée depuis 1739 au musée de Capodimonte à Naples. Le sujet reste inconnu.  

## Histoire
Le tableau provient de la collection de Fulvio Orsini, bibliothécaire de la maison Farnèse, où au numéro sept de son inventaire se trouve un « tableau encadré en noyer, avec le portrait d'un(e) jeune assis(e) sur une table, de Rosso ». Il n'est pas exclu que le tableau ait été réalisé à l'occasion ou immédiatement après le séjour de Rosso à Castello di Cerveteri, fief des Anguillara au nord de Rome, une branche ducale de la famille Orsini, dont il était l'hôte. Une hypothèse récente suggère que le jeune homme pourrait être Giampaolo dell'Anguillara, condottiere à la solde du pape puis de François Ier ; le tableau aurait alors été commencé vers 1525-1526 à Cerveteri et laissé inachevé après le sac de Rome (1527). 
Il est enregistré dans un inventaire de 1600 qui l'attribue à Rosso, mais il est mal attribué vers 1650 au Titien, lors de son passage de la collection Orsini à celle du cardinal Édouard Farnèse. Il est alors exposé dans la deuxième salle du palais Farnèse de Rome, où il reste certainement jusqu'en 1653. En 1680, le panneau entre dans la collection Farnèse de Parme comme œuvre de Parmigianino, le bibliothécaire des Farnese, Orsini, agissant comme intermédiaire ; il est notoire qu'il faisait déjà partie de la collection. Cette affectation à Parmigianino restera jusqu'au XXe siècle. Il se trouve d'abord dans le Palais du Jardin, puis en 1708, dans le Palazzo della Pilotta, avec le sceau de cire en laque grise avec le lys farnésien au dos. 
Il est apporté à Naples avec la plupart du reste de la collection Farnèse en 1739, avec les biens hérités par Charles de Bourbon en 1734, fils d'Élisabeth Farnèse, la dernière descendante de la famille. 
Roberto Longhi, en 1940, rend l'attribution de l'œuvre à Rosso, situant l'exécution du panneau à la fin du séjour romain du peintre, donc vers 1527, ou même peu après cette date, lorsque Rosso fuit le sac de la ville et travaille entre Arezzo, Sansepolcro et Città di Castello, avant son installation définitive en France, ce qui fait que le portrait est le dernier peint par Rosso. 
En 1957, le tableau subit un important travail de restauration qui élimine toutes les repeintures antérieures. De ce fait, le jeune homme est assis désormais sur la table au lieu d'être debout à côté.

## Description et style
Malgré son état semi-achevé, l'œuvre est considérée comme un chef-d'œuvre du portrait du XVIe siècle, en raison de l'éloquence de la pose fière du jeune homme d'une timidité agressive, assis sur une petite table recouverte d'un tapis, une main posée sur sa hanche, son coude gauche plié en sailli vers le spectateur et l'autre main tenant un livre, une pose qui a dû inspirer, par exemple, Bronzino lorsqu'il peignit le Portrait d'un jeune homme au livre. La lumière, qui parvient par la gauche, ne révèle qu'une partie de son visage et le bouillonné blanc de la chemise en dentelle sous la veste. L'expression concentrée, rendue expressive par l'éclairage puissant, dérive de l'influence du Parmigianino, que Rosso a dû fréquenter lors de son séjour romain. Le visage ressort sculpturalement, seule partie du tableau qui a été entièrement réalisée avec le col de la chemise et le tapis.
Le fond est sombre, pour faire ressortir le protagoniste ; certains détails du décor, non pas un lieu de représentation mais plutôt un espace privé surchargé de tapisseries et de tentures, probablement une chambre, sont toutefois visibles : à gauche un rideau vert avec une bande rougeâtre, un portail, une colonne à chapiteau ionique ; à droite, une Vierge à l'Enfant dévotionnelle avec un fond doré, un rideau richement orné (peut-être une tapisserie) et, curieusement, une grenade, fruit souvent utilisé pour symboliser l'unité de l'Église et donc pertinente dans le cas d'un jeune homme destiné à commander peut-être les troupes pontificales. Certains détails dans la tapisserie évoquent également le monde militaire, comme la petite tête de cheval harnachée et d'autres finitions à peine lisibles.
Le garçon porte une robe noire, nouée à la taille, avec un pantalon, une veste et un béret, ainsi qu'une chemise blanche, sans aucune sorte d'ostentation ni de détails somptueux, à l'exception de l'ourlet de la chemise. Ce vêtement était à la mode chez les jeunes de l'époque ayant atteint l'âge de la majorité, comme pour mettre en valeur le sang-froid et le décorum de ceux qui le portaient. Le tapis caucasien sous le jeune homme, qui recouvre une table placée au premier plan de la scène, est un détail exotique qui renforce le charme que suscite le tableau et prolonge le portrait dans l'espace réel : il s'agit d'un précieux kilim de style Uşak anatolien, décoré de rosaces crochetées et quadrilobées à la manière de Hans Holbein le Jeune, le peintre allemand qui représentait habituellement ce type de tissus, dont les couleurs résument les tonalités chromatiques de l'ensemble du tableau.
Le tableau comporte trois portraits : celui du jeune homme, le mascaron sculpté à gauche et la silhouette du cavalier au cor dans la tapisserie au mur. Maitrisant l'art des illusions d'optique en vogue dans les années précédant le sac de Rome, notamment utilisé par Parmigianino, Rosso cherche ainsi à faire apprécier au spectateur les termes de ce processus de redéfinition du noble langage de Raphaël. Il révèle aussi les libertés et licences poétiques de Rosso avant son départ pour la France.

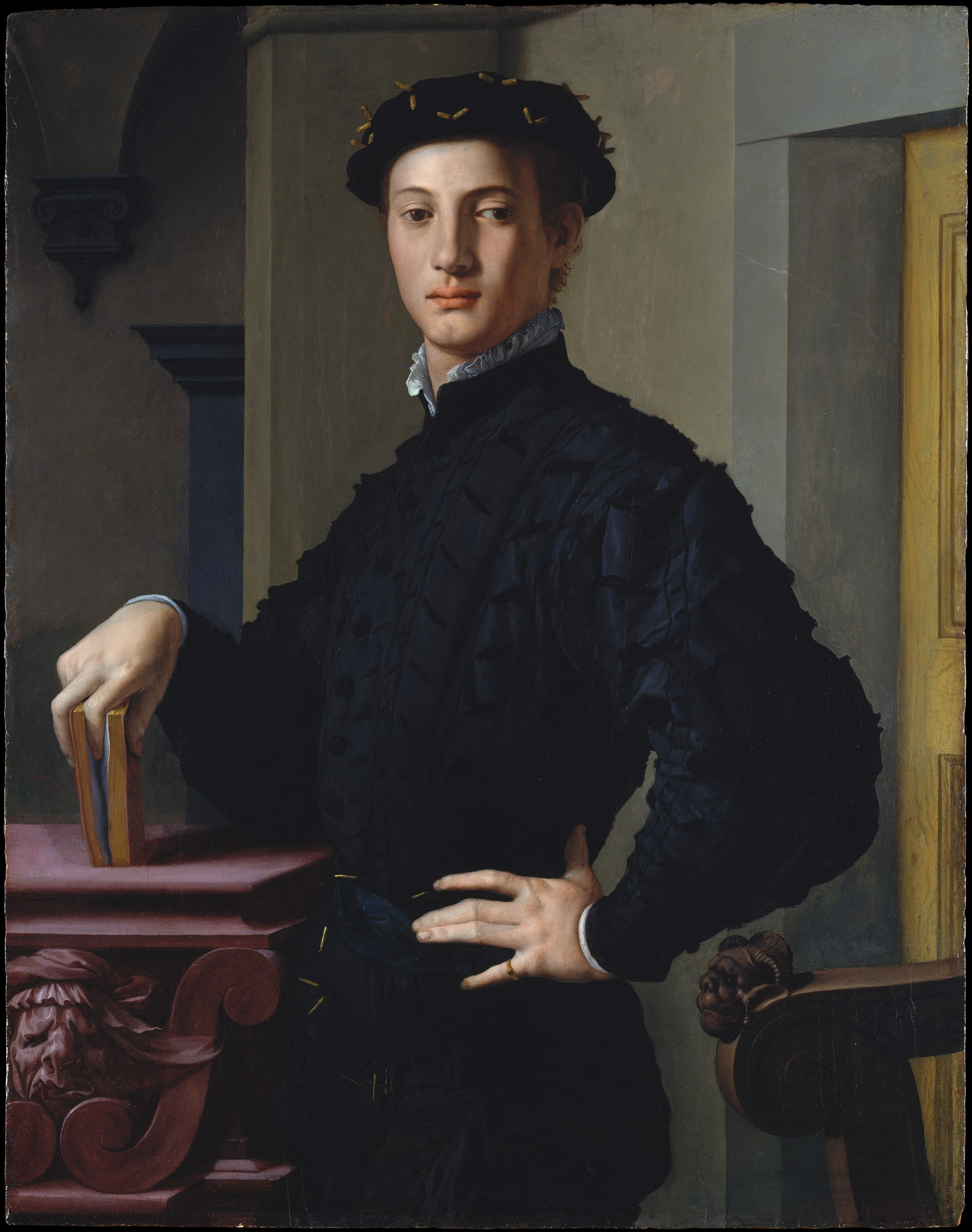
Bronzino, Portrait d'un jeune homme au livre, vers 1540, Metropolitan Museum of Art, New York.
Hans Holbein le Jeune, Les Ambassadeurs, détail, 1533, National Gallery, Londres.

## Exposition
Cette peinture est exposée dans le cadre de l'exposition Naples à Paris. Le Louvre invite le musée de Capodimonte au musée du Louvre du 7 juin 2023 au 8 janvier 2024.